# Кињети (река)
Кињети је река у Јужном Судану у вилајету Источна Екваторија. Извире на планинском венцу Иматонг, тачније испод планине Кињети, највишег врха Јужног Судана, на око 2.500 метара надморске висине. Тече у правцу југ-север на дужини од око 150–200 km и улива се, тј. тачније нестаје у мочвари Бадигеру. Најближи град њеном току је Торит.